# Tonnerre de feu (série télévisée)
Pour les articles homonymes, voir Tonnerre de feu.
Tonnerre de feu (Blue Thunder) est une série télévisée américaine en onze épisodes de 45 minutes, créée d'après le film homonyme et diffusée entre le 6 janvier et le 16 avril 1984 sur le réseau ABC.
En France, la série a été diffusée pour la première fois le 26 février 1989 sur TF1.

## Synopsis
Cette série met en scène une brigade de la Police de Los Angeles utilisant un hélicoptère de type Gazelle modifié et bourré d'équipements sophistiqués tels que des micros, cameras (vidéo et thermique), magnétoscope et doté d'une mitrailleuse Gatling à l'avant. Il porte le nom de Tonnerre de feu.

## Fiche technique
- Titre original : Blue Thunder
- Titre français : Tonnerre de feu
- Création : Dan O'Bannon et Don Jakoby
- Musique : Frank Denson
- Photographie : Andrew Jackson
- Montage : Russell Denove, Art Stafford, Jim Benson, George Hively et Richard Freeman
- Distribution : Meryl O'Loughlin, Fran Bascom et Simon Ayer
- Direction artistique : Arch Bacon et Ross Bellah
- Création des costumes : Grady Hunt
- Supervision des maquillages : Leo Lotito Jr., Mike Moschella et Terry Smith
- Effets spéciaux : Peter Albiez, Ted Koerner et Ken Speed
- Effets visuels : Deena Burkett et Bill Millar
- Producteurs : Donald A. Baer et Jeri Taylor
- Productrice associée : Janice Cooke
- Producteurs exécutifs : David Moessinger et Roy Huggins
- Compagnies de production : Rastar Productions, Public Arts et Columbia Pictures Television
- Compagnie de distribution : Columbia TriStar Domestic Television
- Pays d'origine :  États-Unis
- Langue : Anglais
- Son : Mono
- Image : Couleurs
- Ratio écran : 1.33:1
- Format négatif : 35 mm
- Procédé cinématographique : Sphérique
- Genre : Action
- Durée : 11 x 46 minutes

## Distribution
- James Farentino (VF : Pierre Hatet) : Frank Chaney
- Dana Carvey : Clinton Wonderlove
- Sandy McPeak (VF : Marc Cassot): Capitaine Braddock
- Bubba Smith : « Bubba » Kelsey
- Dick Butkus : « Ski » Butowski
- Ann Cooper : J.J. Douglas

## Épisodes
Tous les épisodes ont été doublés en Français.
1. Duel en plein ciel (Second Thunder) (avec Richard Lynch)
2. Danger immédiat (A Clear and Present Danger) (avec Geoffrey Lewis)
3. Trafic d'armes (Arms Race) (avec Darleen Carr)
4. La Vengeance (Revenge in the Sky) (avec Kurtwood Smith)
5. Le Cheval de Troie (Trojan Horse) (avec Elizabeth Hoffman)
6. Arrestation (Skydiver) (avec Tracy Scoggins)
7. Le rival (Clipped Wings) (avec Scott Hylands)
8. Transport spécial (Payload) (avec Belinda Montgomery)
9. L'enlèvement (The Long Flight) (avec Paul Koslo)
10. Secrets de famille (Godchild) (avec John Hancock)
11. L'île (The Island) (avec Ken Foree)